# Andrée Raymond
Pour les articles homonymes, voir Raymond.
Andrée Raymond, née le 22 février 1929 à Reims et morte le 14 novembre 2001 à Saint-Benoît-la-Forêt, est une joueuse française de basket-ball.

## Biographie
Andrée Raymond rejoint à l'âge de 13 ans le Caufa de Reims qui deviendra le Stade de Reims. Elle est rapidement surclassée pour jouer en équipe première. Le club est dissous en 1950, Andrée Raymond devient alors joueuse des JO Rémois où elle est sacrée championne de France honneur en 1951 et Excellence en 1952. Elle rejoint l'équipe de France féminine de basket-ball en 1952, effectuant son premier match en amical contre la Belgique. Elle ne fera néanmoins pas partie du groupe participant au Mondial 1953. 